# Президентские выборы в Гватемале (1950)
Президентские выборы в Гватемале прошли 10—12 декабря 1950 года. В результате победу одержал Хакобо Арбенс Гусман, получивший 65 % голосов. Явка составила 71,6 %

## Результаты
| Кандидат                           | Партия | Голоса  | %     |
| ---------------------------------- | --- | ------- | ----- |
| Хакобо Арбенс Гусман               | Партия революционного действия -Партия национального единства -Социалистическая партия -Партия национального обновления      | 266 778 | 65,44 |
| Хосе Мигель Идигорас Фуэнтес       | Партия национального демократического примирения -Партия антикоммунистического объединения -Партия демократического единства | 76 180  | 18,69 |
| Хорхе Гарсия Гранадос              | Народная партия | 28 897  | 7,09  |
| Виктор Мануэль Гиордиани           | Народный фронт освобождения                                                                                                  | 15 664  | 3,84  |
| Мануэль Галич                      | Народный фронт освобождения (Галич)                                                                                          | 7 118   | 1,75  |
| Клементе Маррокен Рохас            | Гватемальская партия социальной гармонии                                                                                     | 6 589   | 1,62  |
| Аркадио Чевес Гильен               | Истинный революционный фронт социалистической ориентации                                                                     | 4 041   | 0,99  |
| Мигель Анхель Мендоса              | Народный союз | 1 684   | 0,41  |
| Алехандро Вальдисон                | | 712     | 0,17  |
| Недействительных/пустых бюллетеней | Недействительных/пустых бюллетеней                                                                                           | 9 907   | -     |
| Всего                              | Всего | 417 570 | 100   |
| Источник: Nohlen                   | |         |       |